# ジョージナ・コリック
ジョージナ・コリック（Georgina Corrick、1998年9月29日 - ）は、イギリス・ハンプシャー・ベイジングストーク出身の女子ソフトボール選手（投手）。戸田中央メディックス埼玉所属。ソフトボールイギリス代表。

## 経歴
生まれはイギリスだが、生後間もなくアメリカに転居した。サウスフロリダ大学（サウスフロリダ・ブルズ）でプレーし、2022年のNCAAディビジョンI（2022 NCAA D1）では史上初の投手三冠（37勝・防御率0.51・奪三振418）を達成した。2023年からアスリーツ・アンリミテッドに参戦。
2024年、JDリーグの戸田中央メディックス埼玉に入団。同年5月25日の太陽誘電ソルフィーユ戦でノーヒットノーランを達成した。
イギリス代表としては、2015年の世界ジュニア女子ソフトボール選手権メンバーに選出されて以降、トップ代表としても世界選手権/ワールドカップやヨーロッパ選手権などの主要国際大会で活躍している。2022年のヨーロッパ選手権では、ドイツ戦でノーヒットノーランを達成するなど、イギリスの銀メダル獲得の立役者となった。2023/24年のワールドカップでは、注目選手の1人としてWBSCに紹介された。

## 人物・エピソード
サウスフロリダ大学では背番号22を着用していたことから、アスリーツ・アンリミテッドでは「2+2」で背番号4を選んだ。
サウスフロリダ大学では海洋生物学（marine biology）の学士号および地球サステイナビリティ学（global sustainability）の修士号を取得しており、ソフトボールをしていなければ海洋生物学者になっていたと語っている。

## 詳細情報

### JDリーグ個人表彰
- 2024年 - [東]最優秀防御率賞（1.28）、[東]ベストナイン（投手）

### 背番号
- 18（2024 - ）